# Szeklers
De Szeklers (Hongaars: Székely, Roemeens: Secui - vroegere spelling: Săcui, Duits: Szekler) vormen een Hongaarse etnische groep, die voornamelijk leeft in het Szeklerland (Székelyföld), langs de oostgrens van Transsylvanië in het huidige Roemenië. Historisch gezien zijn de Szeklers de grensbewakers van het Hongaarse Rijk. De Szeklers waren in de middeleeuwen naast de Hongaarse edelen en de Zevenburger Saksen een van de drie bevoorrechte volkeren van Transsylvanië. Het Szeklerland, het gebied dat historisch gezien door de Szeklers wordt bewoond, vormt tegenwoordig in Roemenië vrijwel het enige gebied met een Hongaarse meerderheid.
De Szekleridentiteit is voor veel Szeklers een aanvulling op de Hongaarse identiteit. De meeste Szeklers voelen zich in de eerste plaats Hongaar en pas in de tweede plaats Szekler. Bij de Roemeense volkstellingen biedt men de mogelijkheid om bij bevolkingsgroep "Szekler" op te geven; hier maakten in 2002 welgeteld 150 mensen gebruik van. Nagenoeg alle Szeklers lieten zich registreren als "Hongaar".
Volgens schattingen op basis van de laatste Roemeense volkstelling wonen er ongeveer 670.000 Szeklers in Roemenië, waarvan de meeste in de districten Harghita, Covasna en delen van de districten Mureș en Cluj (het historische Szeklerland).
In centraal Transsylvanië woonden historisch gezien ook Szeklers in de Aranyosszék. Dit was de kleinste territoriale autonomie van de Szeklers. Hier wonen tegenwoordig nog circa 4200 Szeklers.
De Szeklers worden vertegenwoordigd door de Nationale Szeklerraad. Het officiële volkslied van de Szeklers is het Székely himnusz.

## Bevolkingsaantallen
De volgende tabel geeft het aantal Hongaren en Szeklers in de districten die (voor een deel) Szeklerland vormen, gebaseerd op de Roemeense volkstelling van 2002. De Hongaren in de districten Harghita en Covasna zijn vrijwel allemaal Szeklers, terwijl in Cluj en Mureș ook veel Magyaren leven.
| District | Hongaren | Percentage v.d. bevolking |
| -------- | -------- | ------------------------- |
| Harghita | 275.841  | 84,61%                    |
| Covasna  | 164.055  | 73,81%                    |
| Mureș    | 227.673  | 39,26%                    |
| Cluj     | 122.131  | 17,37%                    |

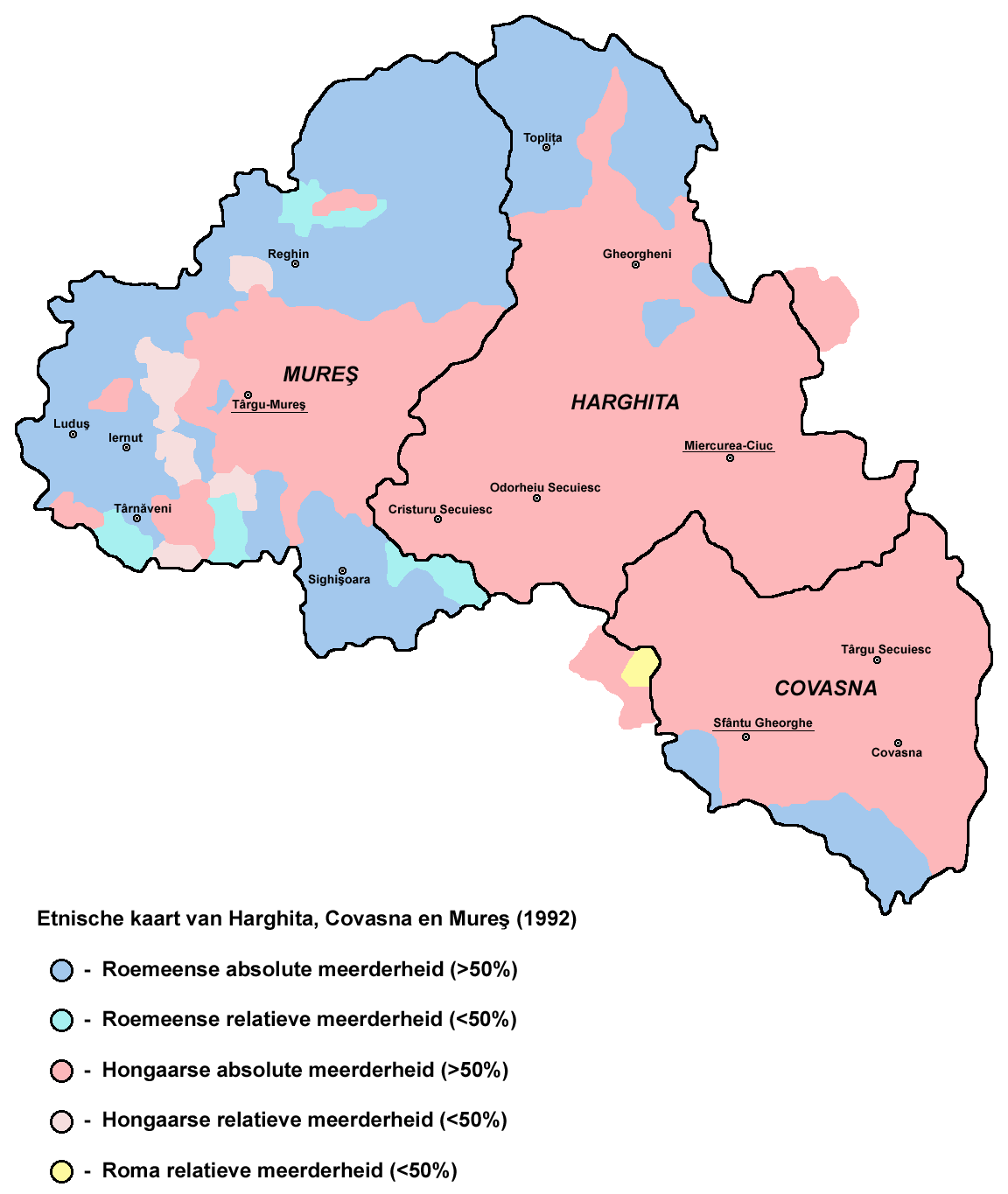
Etnische kaart van Harghita, Covasna en Mureș (1992)
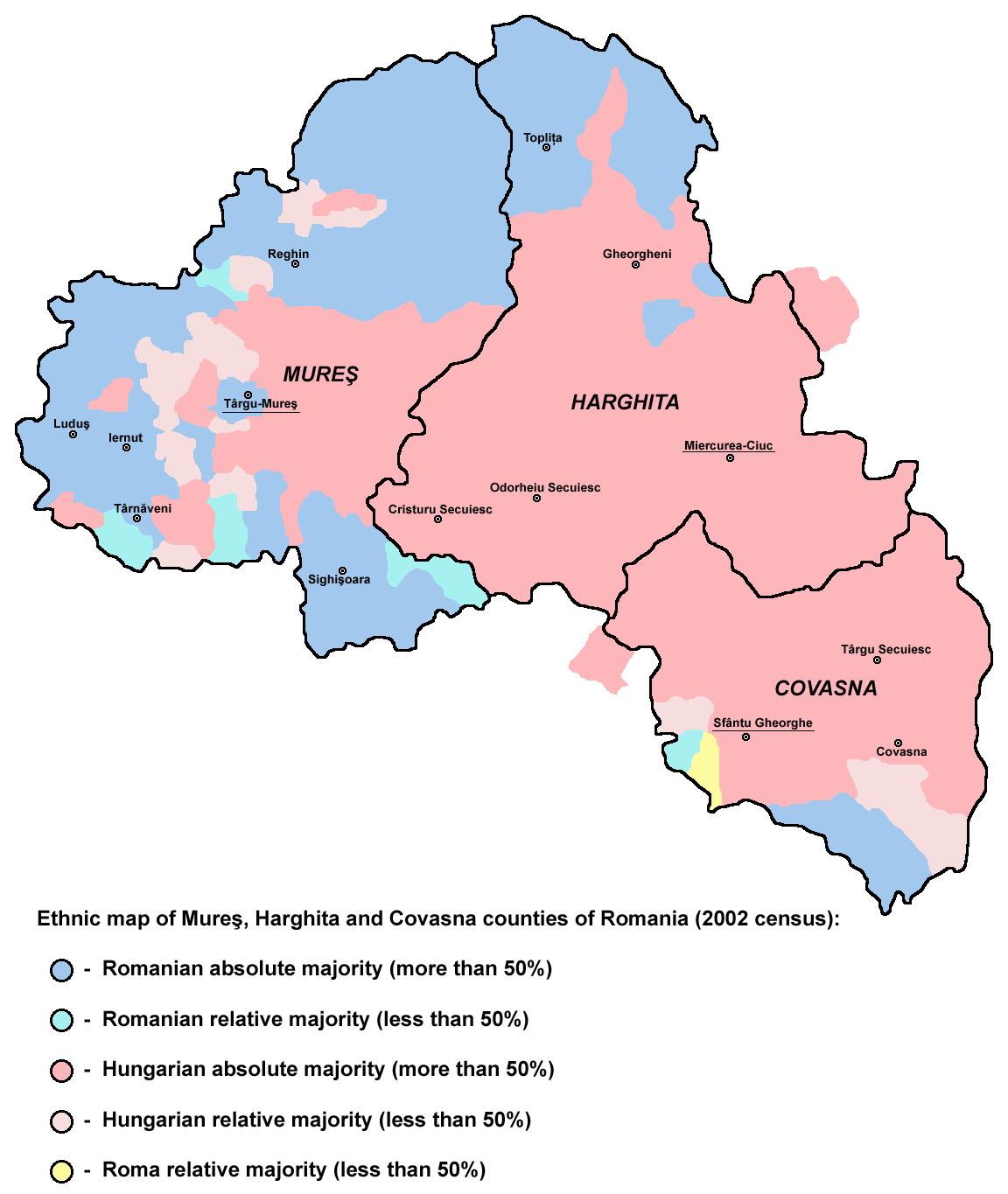
Etnische kaart van Harghita, Covasna en Mureș (2002)